# Халис (Аљаска)
Халис (енгл. Hollis) насељено је место без административног статуса у америчкој савезној држави Аљаска.

## Демографија
По попису из 2010. године број становника је 112, што је 0 (0,0%) становника више него 2000. године.
| Група             | 2000.       | 2010.      |
| Белци             | 123 (88,5%) | 99 (88,4%) |
| Афроамериканци    | 0 (0,0%)    | 0 (0,0%)   |
| Азијати           | 1 (0,7%)    | 1 (0,9%)   |
| Хиспаноамериканци | 3 (2,2%)    | 1 (0,9%)   |
| Укупно            | 139         | 112        |